# Cubase
Cubase je glazbena računalna aplikacija koju je razvila njemačka tvrtka Steinberg za snimanje i uređivanje glazbe. Prva inačica ovog programa razvijena je za računalo Atari ST koje je imalo ugrađeni MIDI međusklop, a na tržište je izašla 1989. Steinberg i dalje razvija Cubase i zadnja inačica Cubase 9.5 izašla je na tržište 2018. Programsku podršku ima na operacijskim sustavima: Mac OS X, Windows Vista, Windows 7 i Windows 10.